# Arte omayyade
L'arte omayyade include la produzione artistica della dinastia degli Omayyadi, che regnò sul mondo musulmano tra il 661 e il 750.

## Architettura e urbanistica

### Urbanistica
Ci sono circa tre tipi di città degli Omayyadi:
- le ʾamṣār;
- le città ellenistiche e romane trasformate;
- le nuove città.

ʾAmṣār è il plurale di miṣr, che significa "città di conquista". Questi centri urbani, che includono al-Fustat, Bassora, Kufa e al-Qayrawan, sono state create come quartieri invernali e siti di riserva per l'esercito dei conquistatori musulmani. Seguono un modello semplice: la grande moschea e il dār al-'imārah, il palazzo, occupano il centro e sono circondati da zone residenziali. Mentre alcuni di loro si disgregano completamente subito dopo la loro creazione, altri si sviluppano considerevolmente.
Il Medio Oriente, sotto il dominio dell'Impero bizantino fino alla conquista, è già altamente urbanizzato. Questo è il motivo per cui vengono costruite poche città in queste regioni, i nuovi arrivati si stabiliscono nelle città già costruite, come Damasco, Aleppo, Homs, Latakia, Apamea o Gerusalemme. Una grande moschea è costruita lì, sia nel luogo della chiesa, come a Damasco e Gerusalemme, o in un luogo lasciato vuoto, come ad Aleppo. La chiesa può anche essere tagliata a metà, una parte è riservata al culto cristiano, l'altra al culto musulmano.
Altre città sono create più o meno ex nihilo, senza essere 'amṣār, ma semplicemente nuovi centri urbani civili. Questo è ad esempio il caso di Wasit, in Iraq o Shiraz, in Iran, dove attualmente è impossibile distinguere gli elementi degli Omayyadi. Quella di Ramla, nel Vicino Oriente, è conosciuta solo dai testi. Capitale della Palestina sotto Al-Walīd I, questa città copre 2,5 km2, aprendo con dodici porte, di cui quattro assiali, tra cui una grande moschea, un palazzo, edifici per l'artigianato, cisterne, mercati, laboratori e alloggi.
A Anjar, in Libano, la città degli Omayyadi è ora un sito archeologico, poco esplorato, se non con l'emiro Shebab nel 1950. Un'iscrizione siriaca risale alla costruzione dell'846. Ciò potrebbe essere un importante contatto commerciale. Circondata da un muro punteggiato da solide curve a U, la città misura 370 × 310 m e si apre con quattro porte in materiale calcareo su macerie. Due assi arcuati perpendicolari, corrispondenti al cardo romano e al decumano, tagliavano il tessuto urbano in quattro parti di uguale dimensione. Sono tappezzati di negozi e il loro centro è segnato da un tetrapilo, un portico monumentale a pianta quadrata, con quattro sostegni, collocato all'incrocio centrale di alcune grandi città romane del Vicino Oriente. La città contiene un palazzo e una moschea nella zona sudorientale, un altro palazzo a nord-est e bagni a nord. La sua combinazione di controlli e montanti e il suo forte set di modanature sono elementi tipici della prima arte islamica.

### Architettura religiosa

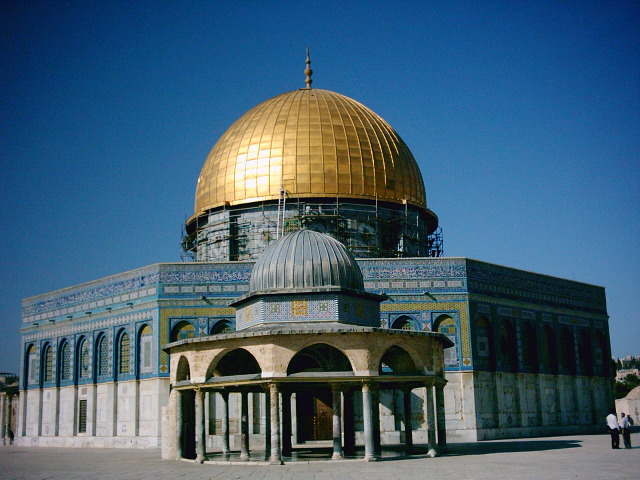
Dôme du Rocher, Jérusalem.

È sotto gli Omayyadi che l'architettura religiosa islamica nasce, a partire dalla cupola della roccia. Questo particolare monumento, che sarebbe stato costruito sul sito del Tempio di Salomone, è, secondo Oleg Grabar:
. L'edificio è organizzato attorno a una cupola centrale che poggia su quattro pilastri e dodici colonne di marmo colorato. Un primo ottagono fatto di pilastri e colonne alternate racchiude l'anello centrale. È raddoppiata dal secondo ottagono che forma le pareti dell'edificio, creando così un doppio deambulatorio. I mosaici con fondo oro coprivano gran parte dell'edificio, di cui rimangono solo quelli all'interno. La loro iconografia è piuttosto enigmatica: completamente aniconica, rappresentano, in alcuni luoghi, gioielli il cui significato è difficile da determinare. Alcuni vedono trofei, altre offerte, che non sono incompatibili. Si noti la forte influenza della tradizione mediterranea della tarda antichità, in particolare la tecnica del fondo oro a mosaico e il reinvestimento di colonne e capitelli antichi, così come le influenze dall'Iran sassanide, tramite le corone in particolare. Ma la lunga iscrizione coranica (la prima in architettura islamica) e l'assenza di esseri viventi nello spettacolo della decorazione che questo edificio, anche se sono stati riutilizzati elementi più vecchi, adattandoli a un nuovo uso, un nuovo pensiero, propriamente islamico.

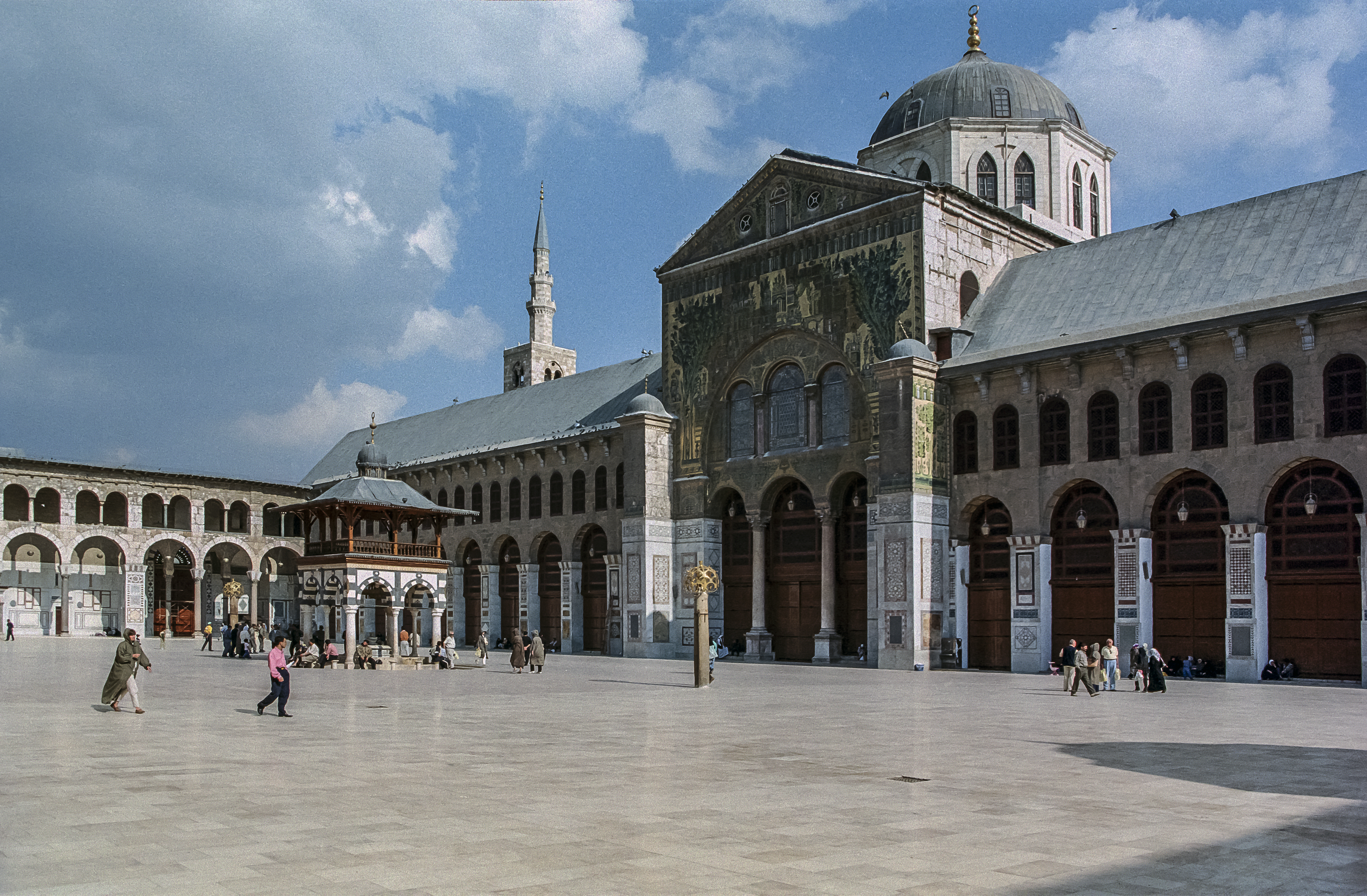
Grande mosquée des Omeyyades, Damas.

È anche sotto gli Omayyadi che viene istituito il tipo di moschea del piano arabo. L'archetipo e il capolavoro è la grande moschea omayyade di Damasco, costruita durante il regno di Al-Walīd I, tra il 705 e il 715. Si tratta di un edificio con un cortile circondato da alberi, un portico e una sala di preghiera ipostila, tre spanne parallele al muro della qiblah. La navata che porta al miḥrāb è elevata e ingrandita da una cupola, e tre minareti segnano gli angoli. Anche qui, ci sono mosaici color oro di influenza bizantina, forse addirittura realizzati da artigiani bizantini.

### Architettura civile
L'architettura civile si sviluppa anche attraverso i castelli del deserto. Sono numerosi a sorgere nelle aride pianure siriane, ma in precedenza estremamente verdi e fertili: citano Qusair Amra, Al Qastal, Mshatta. Creando diverse funzioni (caravanserragli, residenze principesche o governatori ecc.), presentano vari piani, ma caratteristiche comuni. Pertanto, sono tutti costruiti in mattoni e circondati da recinti quadrangolari punteggiati da semicerchi pieni e merlati.

### Il decoro architettonico

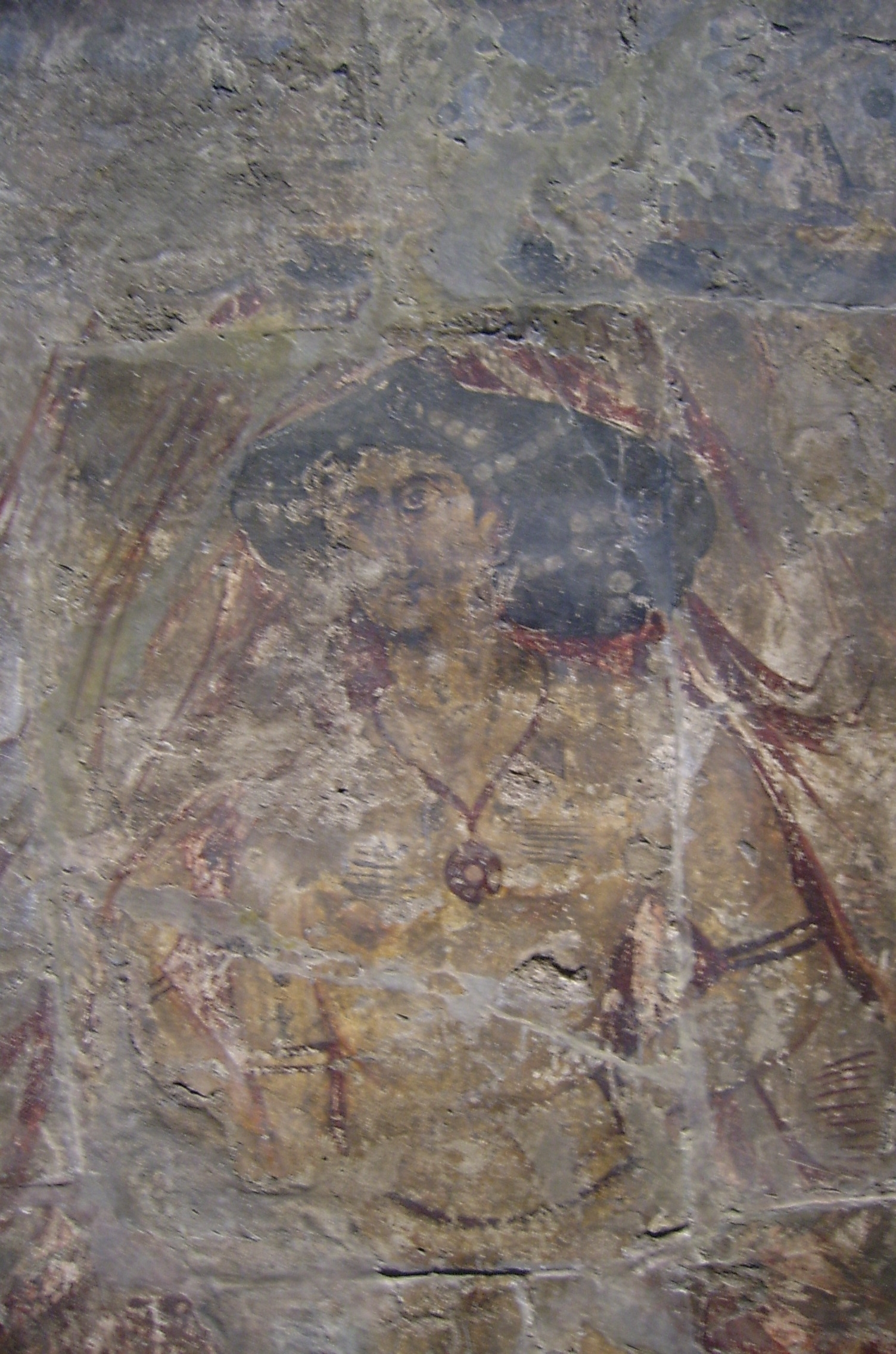
Pittura murale femminile, Qusair Amra.

La decorazione architettonica dipende ancora molto dall'arte bizantina, come testimonia il frequente uso di antiche colonne o mosaici con fondo dorato talvolta realizzate da artisti bizantini, talvolta da artigiani locali che li imitano. Anche il murale è molto sviluppato, come in Qusair Amra, e conosciamo le sculture in stucco, quasi le uniche di tutta l'arte islamica.

## Oggetti
I primi oggetti islamici sono molto difficili da distinguere dagli oggetti pre-periodo, perché usano le stesse tecniche e gli stessi motivi.

### Ceramica

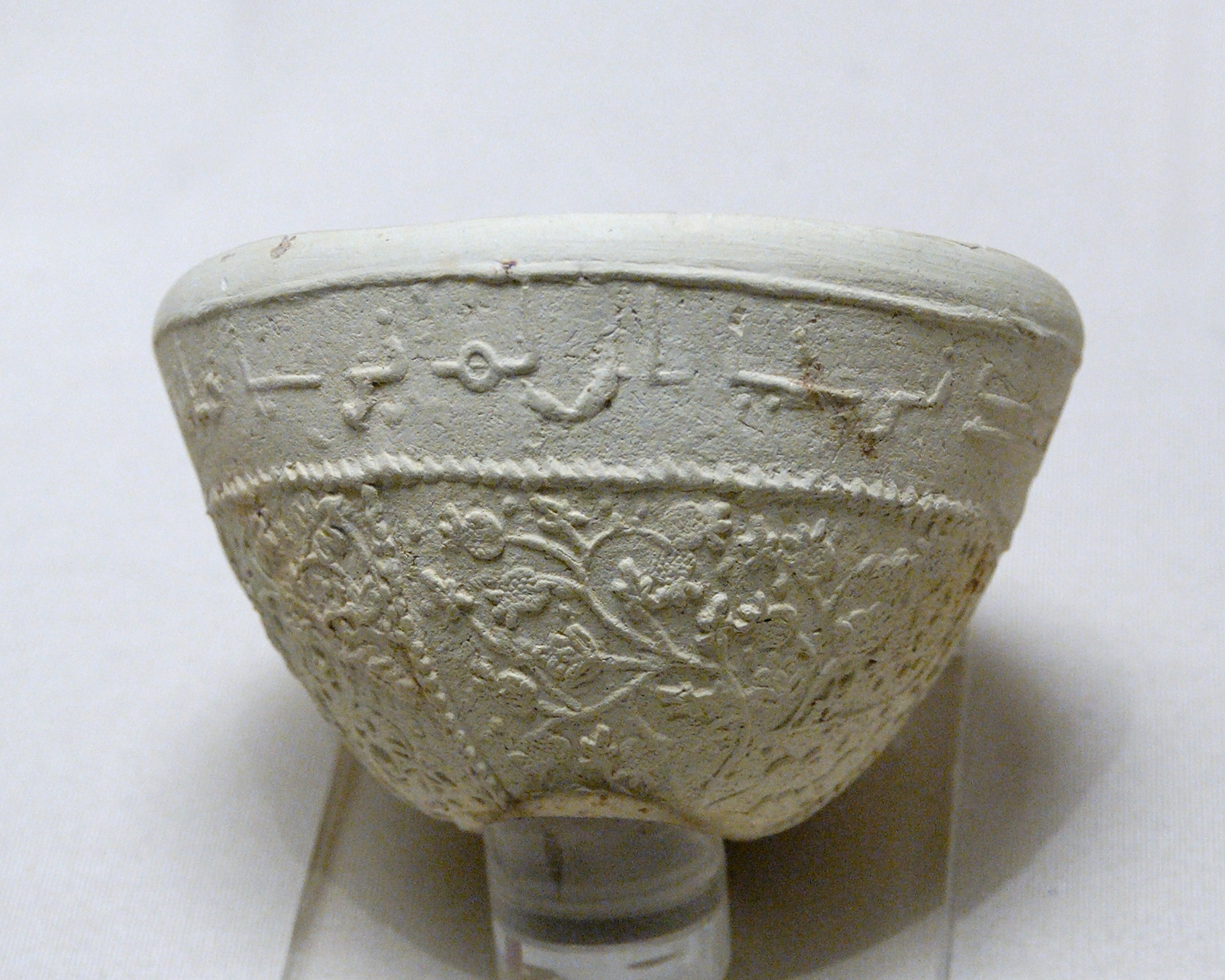
Ciotola decorata con rilievi e melograni, scritta in arabo, ceramica di argilla con decorazione modellata, VII-VIII secolo, Suse, Musée du Louvre.

Conosciamo in particolare un'abbondante produzione di ceramica non smaltata, come evidenziato da una famosa scodella conservata nel Museo del Louvre, la cui iscrizione assicura la sua datazione nel periodo islamico. I motivi vegetali sono quindi probabilmente i più importanti.
Ci sono anche pezzi ricoperti di smalti monocromatici verdi o gialli. Una glassa è un rivestimento vetroso, colorato o meno, a volte trasparente, a volte opaco, che copre una ceramica e la fa brillare; è un elemento molto importante nell'arte dei paesi musulmani.

### Metalli
Gli artigiani lavoravano già il metallo con virtuosismo, creando tutti i tipi di piatti. L'aiguière di Marwān II, del Museo islamico del Cairo, è uno degli esempi più impressionanti. Costituito da un corpo globulare, un collo alto finemente traforato, una bocca a forma di gallo, è uno dei capolavori del periodo omayyade. Fu anche creato per uno dei sovrani di questa dinastia.